# Монако на зимових Олімпійських іграх 2010
Монако на зимових Олімпійських іграх 2010 представлено 6 спортсменами в 2 видах спорту.

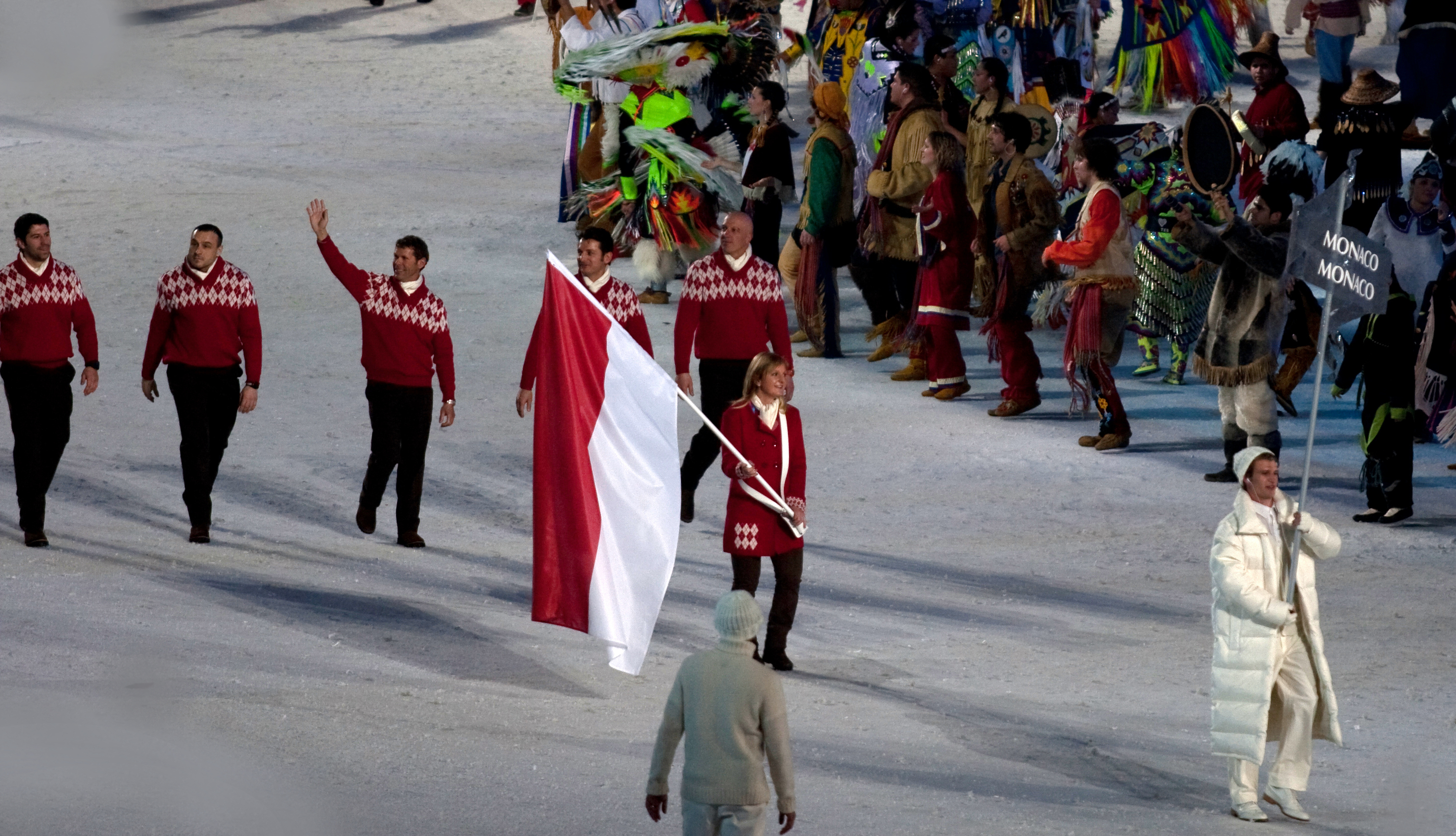
Збірна Монако під час Параду націй на церемонії відкриття Олімпіади